# Zagor (Veseli četvrtak)
Beogradska izdavačka kuća Veseli četvrtak počela je ponovo da izdaje redovne epizode Zagora u Srbiji u februaru 2008. godine. U okviru redovne edicije objavljene su sledeće epizode.

### 2008
1. Tajna Sumera (07.02.2008)
2. Teror u muzeju (06.03.2008)
3. Zamke i otrovi (03.04.2008)
4. Misteriozno selo (01.05.2008)
5. Mračne sile (29.05.2008)
6. Podzemlje Nju Orleansa (26.06.2008)
7. Na tragu neprijatelja (24.07.2008)
8. U džungli Jukatana (21.08.2008)
9. Grad u močvari (18.09.2008)
10. Krvave piramide (16.10.2008)
11. Poslednja Tula (13.11.2008)
12. Silazak u Maelstrom (11.12.2008)

### 2009
13. Razbojnici iz skrivene doline (08.01.2009)
14. Tron Bogova (05.02.2009)
15. Lord u Darkvudu (05.03.2009)
16. Ljudi sa granice (02.04.2009)
17. Čovek koji je došao sa Istoka (30.04.2009)
18. Srce i mač (28.05.2009)
19. Vreme osvete (25.06.2009)
20. Tamo gde protiče reka (23.07.2009)
21. Traperi iz Fort Eroua (20.08.2009)
22. Hjuroni! (17.09.2009)
23. Banda razrokog (15.10.2009)
24. Juriš Mohava (12.11.2009)
25. Misisipi (10.12.2009)

### 2010
26. Blindirani vagon (07.01.2010)
27. Pljačkaši (04.02.2010)
28. Povratak mutanta (04.03.2010)
29. Vojna pratnja (01.04.2010)
30. Vatrena klopka (29.04.2010)
31. Čovek sa dva mozga (27.05.2010)
32. Indijanska magija (24.06.2010)
33. Misteriozna dolina (22.07.2010)
34. Kraljevstvo straha (19.08.2010)
35. Mrtva šuma (16.09.2010)
36. Ratnici noći (14.10.2010)
37. Tajna talismana (11.11.2010) 
38. Indijanci iz prerije (09.12.2010)

### 2011
39. Neistražene zemlje (06.01.2011)
40. Odložena smrt
41. Kameni div
42. Rečni vukovi
43. Cena izdaje
44. Paklena horda
45. Na ivici vulkana
46. Krv Mohavka
47. Napušteni rudnik
48. Bez milosti
49. Okrutni Havak
50. Do poslednjeg daha
51. Znak zla (08.12.2011)

### 2012
52. Gospodar tame (05.01.2012)
53. Plezent Point (02.02.2012)
54. Severni povratnik
55. Zagor protiv Mortimera
56. Gusarska pećina
57. Crna krila noći
58. Vampirica Ilenija
59. Krijumčari iz lagune
60. Omča za gambit
61. Kauboji
62. Zaustavite dželata (11.10.2012)
63. Divlja zemlja (08.11.2012)
64. Tamo gde lešinari lete (06.12.2012)

### 2013
65. Senke u šumi (03.01.2013)
66. Pun mesec
67. Tama boje krvi
68. Ljudi vukovi
69. U potrazi za Zagorom
70. Ujed zmije
71. Smrtonosni izazov
72. Povratak Diging Bila
73. Žute senke
74. Crno ogledalo
75. Sahranjeni užas
76. Planine strave
77. Ljudi izvan zakona

### 2014
78. Selo bezumlja (16.01.2014)
79. Veliki turnir (13.02.2014)
80. Poslednja borba (13.03.2014)
81. Ponekad se vraćaju
82. Izdanci zla
83. Manituov kovčeg
84. Skiptar Tin Hinan
85. Kušitski nekromanti
86. Bog praha
87. Dvoboj na okeanu
88. Zaliv aligatora
89. U kraljevstvu u Kadžuna
90. Beskrajna noć

### 2015
91. Na putu za Panamu (15.01.2015)
92. Put zlata (12.02.2015)
93. Pacifik (12.03.2015)
94. Mumija sa Anda (09.04.2015)
95. Na tragu Dekster Grina (07.05.2015)
96. Kusko (04.06.2015)
97. Grad na Kordiljerima (02.07.2015)
98. Zeleni lavirint (30.07.2015)
99. Na obali velike reke (27.08.2015)
100. Žene ratnice (24.09.2015)
101. Pirane (22.10.2015)
102. Krv nad Baijom (26.11.2015)
103. Vetar pobune (24.12.2015)

### 2016
104. Vojska ludaka (21.01.2016)
105. Sertao (18.02.2016)
106. Pobuna Kangasairosa (17.03.2016)
107. Iščezli svet (14.04.2016)
108. Okršaj titana (12.05.2016)
109. Most nad provalijom (09.06.2016)
110. Proročanstvo (07.07.2016)
111. Sudnji dan (04.08.2016)
112. Pod nebom Juga (01.09.2016)
113. Kamena šuma (29.09.2016)
114. Vreme sudbine (27.10.2016)
115. Ognjena zemlja (24.11.2016)
116. Izvan granica sveta (22.12.2016)

### 2017
117. Borba za život (19.01.2017)
118. Antarktik (16.02.2017)
119. Ledene planine
120. Ključ saznanja
121. Gospodari ostrva
122. Povratak kući
123. Krvava osveta (06.07.2017)
124. „Goldeni Bejbi“ u plamenu
125. Mortimer: poslednji čin
126. Pobuna
127. Helgejt gori!
128. Očajnička trka
129. Kaufmanov ZOO-vrt

### 2018
130. Tvrđava na litici (18.01.2018)
131. Bubnjevi u noći (15.02.2018)
132. Dan invazije (15.03.2018)
133. Heligenovo nasleđe (12.04.2018)
134. Vaskrsnuće! (10.05.2018)
135. U podzemlju baze „Drugde“ (07.06.2018)
136. Ludi doktor (05.07.2018)
137. Kraj partije (02.08.2018)
138. Monstrum iz Filadelfije (30.08.2018)
139. Povratak "Crnih vukova" (27.09.2018)
140. Faraonova senka (25.10.2018)
141. Blago piramide (22.11.2018)
142. Zarobljeni u pustinji (20.12.2018)

### 2019
143. Gospodari (17.01.2019)
144. Plamen nad Merivelom (14.02.2019)
145. Neljudi (14.03.2019)
146. Ubice iz svemira (11.04.2019)
147. Zenit 666 (09.05.2019)
148. Vampiri! (06.06.2019)
149. U potrazi za Rakošijem (04.07.2019)
150. Husari smrti (01.08. 2019)
151. Njufaundlend! (29.08.2019)
152. Na ledenom severu (26.09.2019)
153. Krik vile zloslutnice (24.10.2019)
154. Kromov glasnik (21.11.2019)
155. Povratak samuraja (19.12.2019)

### 2020
156. Zaseda nindži (16.01.2020)
157. Crveno sunce (13.02.2020)
158. Pipci! (12.03.2020)
159. Sedl Taun (09.04.2020)
160. Smirnofova osveta (07.05.2020)
161. Rat špijuna (04.06.2020)
162. Ubijte lorda Malkoma! (02.07.2020)
163. Povratak plavuše (30.07.2020)
164. Banda nemilosrdnih (27.08.2020)
165. Izabelina prošlost (24.09.2020)
166. Slepi bes (22.10.2020)
167. Užarena stena (19.11.2020)
168. Ludilo Čoveka-munje (17.12.2020)

### 2021
169. Odmetnici (14.01.2021)
170. Senke nad brodom „Golden Bejbi” (11.02.2021)
171. Ljudi-zmije (11.03.2021)
172. Hram hiljadu smrti (08.04.2021)
173. Crne suze (06.05.2021)
174. Dolina spomenika (03.06.2021)
175. Pustinjska ekspedicija (01.07.2021)
176. Tajanstveni pueblo (29.07.2021)
177. Vatreni fetiš (26.08.2021)
178. Kromove sluge (23.09.2021)
179. Obredna žrtva (21.10.2021)
180. Misterija na brdu Natani (18.11.2021)
181. Sledbenici (16.12.2021)

### 2022
182. Helingenova sudbina (13.01.2022)
183. Piroman (10.02.2022)
184. Smrtonosna formula (10.03.2022)
185. Osveta bez kraja (07.04.2022)
186. Krv Kajova (05.05.2022)
187. Licem u lice (2.6.2022)
188. Mutantova kći (30.6.2022)
189. Ubistveni um (28.7.2022)
190. Abonos i slonovača (25.8.2022)
191. Grad nade (22.9.2022)
192. Kandraks! (20.10.2022)
193. Prošlost i budućnost (17.11.2022)
194. Vodeno stvorenje (15.12.2022)

### 2023
195. Zombiji u Darkvudu (12.1.2023)
196. Sindrom Belzebul (9.2.2023)
197. Dobro došli u Hevenvud (9.3.2023)
198. Niko nije nevin (6.4.2023)
199. Vukovi i jaganjci (4.5.2023)
200. Sedam Vikinga (1.6.2023)
201. Demoni iz magle (29.6.2023)
202. Litice zla (27.7.2023)
203. Specijalni odred (24.8.2023)
204. Predskazanje (21.9.2023)
205. Londonske noći (19.10.2023)
206. Neupokojeni (16.11.2023)
207. Rakoši! (14.12.2023)

### 2024
208. Dvorac vampira (11.1.2024)
209. Đavolska zamka (8.2.2024)
210. Mortimer uzvraća udarac (7.3.2024)
211. Konačni okršaj (4.4.2024)
212. Iz daleke prošlosti (2.5.2024)
213. Vrata između svetova (30.5.2024)
214. Senke nad Golnorom (27.6.2024)
215. Družina hrabrih (25.7.2024)
216. Netaknuta šuma (22.8.2024)
217. Devojka u opasnosti (19.9.2024)
218. Jelou Roks (17.10.2024)
219. Masakr! (14.11.2024)
220. Nezaustavljivi (20.12.2024)

### 2025
221. Rohasova prošlost (9.1.2025)
222. Crna legija (6.2.2025)
223. Neprijateljski logor (6.3.2025)
224. Banda ubica (3.3.2025)
225. Osveta Seminola (8.5.2025)
226. Legenda o Manetoli (5.6.2025)
227. Napad na Britaniju (3.7.2025)
228. Ostrvo duhova (31.7.2025)
229. Kapetan Nemo